# Fontaines-sur-Saône

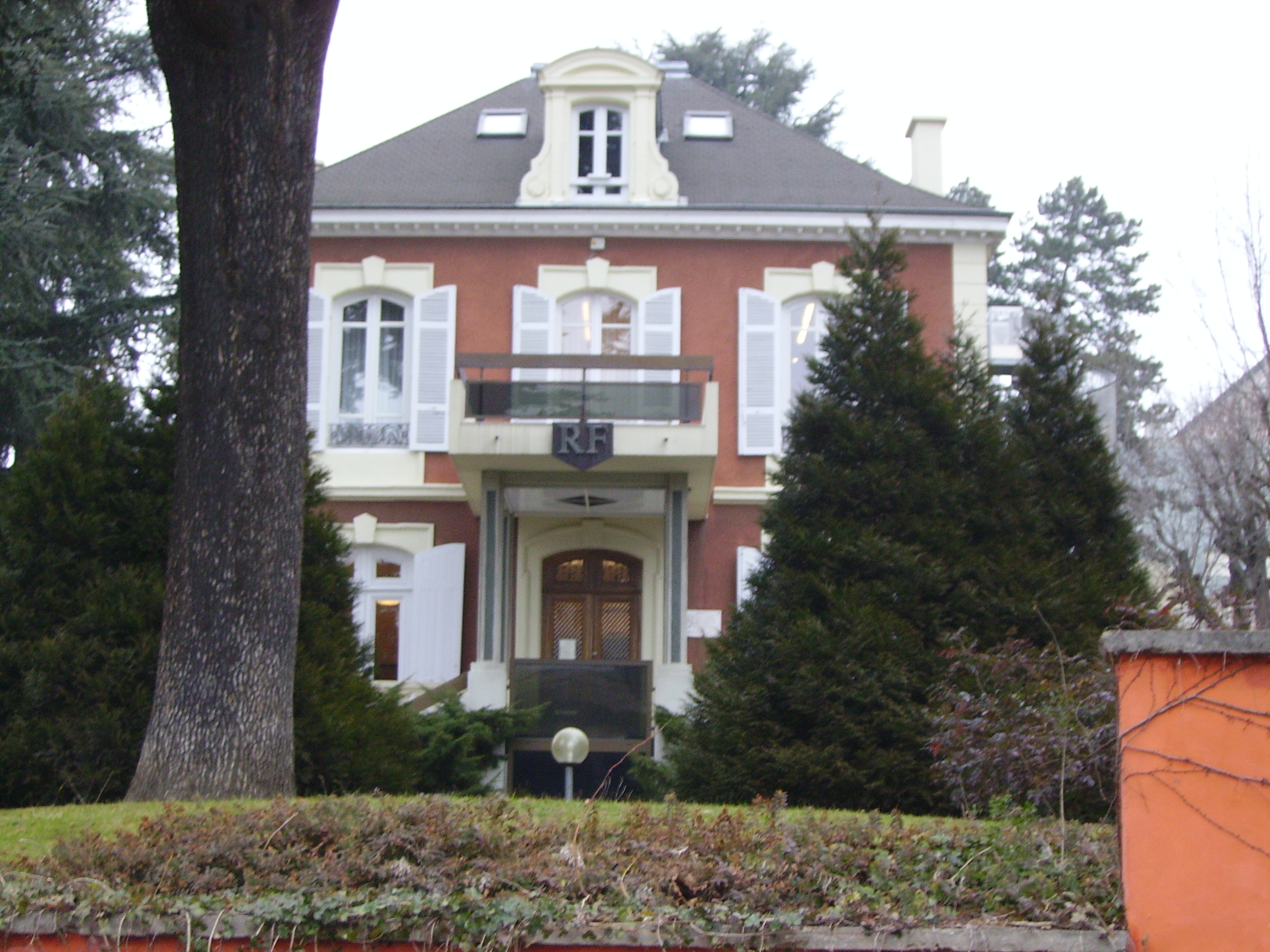
Ratusz w Fontaines-sur-Saône, 2006

Fontaines-sur-Saône – miejscowość i gmina we Francji, w regionie Owernia-Rodan-Alpy, w departamencie Rodan.
Według danych na rok 1990 gminę zamieszkiwało 6760 osób, a gęstość zaludnienia wynosiła 2914 osób/km² (wśród 2880 gmin regionu Rodan-Alpy Fontaines-sur-Saône plasuje się na 122. miejscu pod względem liczby ludności, natomiast pod względem powierzchni na miejscu 1683.).